# Hermenegild Wäldele
Hermenegild Wäldele OFM (* 28. Juni 1896 in Oberkirch (Baden) als Karl Wäldele; † 3. November 1927 in der Provinz Shanxi in China) war ein deutscher Ordensgeistlicher, Missionar und Märtyrer.

## Leben
Karl Wäldele, Sohn eines Messerschmieds aus der Gegend um Offenburg, kämpfte als Freiwilliger im Ersten Weltkrieg und beendete ihn als Leutnant (mit Abitur). Am 29. November 1919 trat er unter dem Ordensnamen Hermenegild (nach dem heiligen Hermenegild) in das Noviziat der Bayerischen Franziskanerprovinz ein, legte am 30. November 1920 die einfache Profess sowie am 30. November 1923 die feierliche Profess ab und wurde am 29. Juni 1924 zum Priester geweiht. Am 7. April 1926 ging er in die franziskanische China-Mission im Bereich Shuozhou (Provinz Shanxi). Im August erreichte er Mihsimachwang, die Zentrale des franziskanischen Missionsgebietes. Ab 1927 wirkte er in Patai nahe der Chinesischen Mauer. Er legte ein Examen in chinesischer Sprache ab und half beim Ausbau der Missionsstation Hwai-jen. Im November 1927 wurde er von marodierenden Soldaten erschossen.

## Gedenken
Die Römisch-katholische Kirche in Deutschland hat Pater Hermenegild Wäldele als Märtyrer in das deutsche Martyrologium des 20. Jahrhunderts aufgenommen.